# لوبا
شهر لوبا (به آلمانی: Löbau) در ایالت زاکسن در کشور آلمان واقع شده‌است.